# Ministério das Relações Exteriores do Japão
O Ministério das Relações Exteriores (外務大臣, Gaimu Daijin) do Japão é responsável pela política externa do Japão com outros países do mundo.
Desde o fim da ocupação norte-americana, a posição de Ministro das Relações Exteriores têm sido bastante poderosa, em virtude do crescimento da economia japonesa.
Desde 1 de outubro de 2024, o Ministério das Relações Exteriores japonês é comandado por Takeshi Iwaya, que integra o gabinete de governo do Primeiro-ministro Shigeru Ishiba. 